# Harantova (Praha)
Harantova ulice na Malé Straně v Praze spojuje ulici Karmelitská a Maltézské náměstí. 

## Historie a názvy

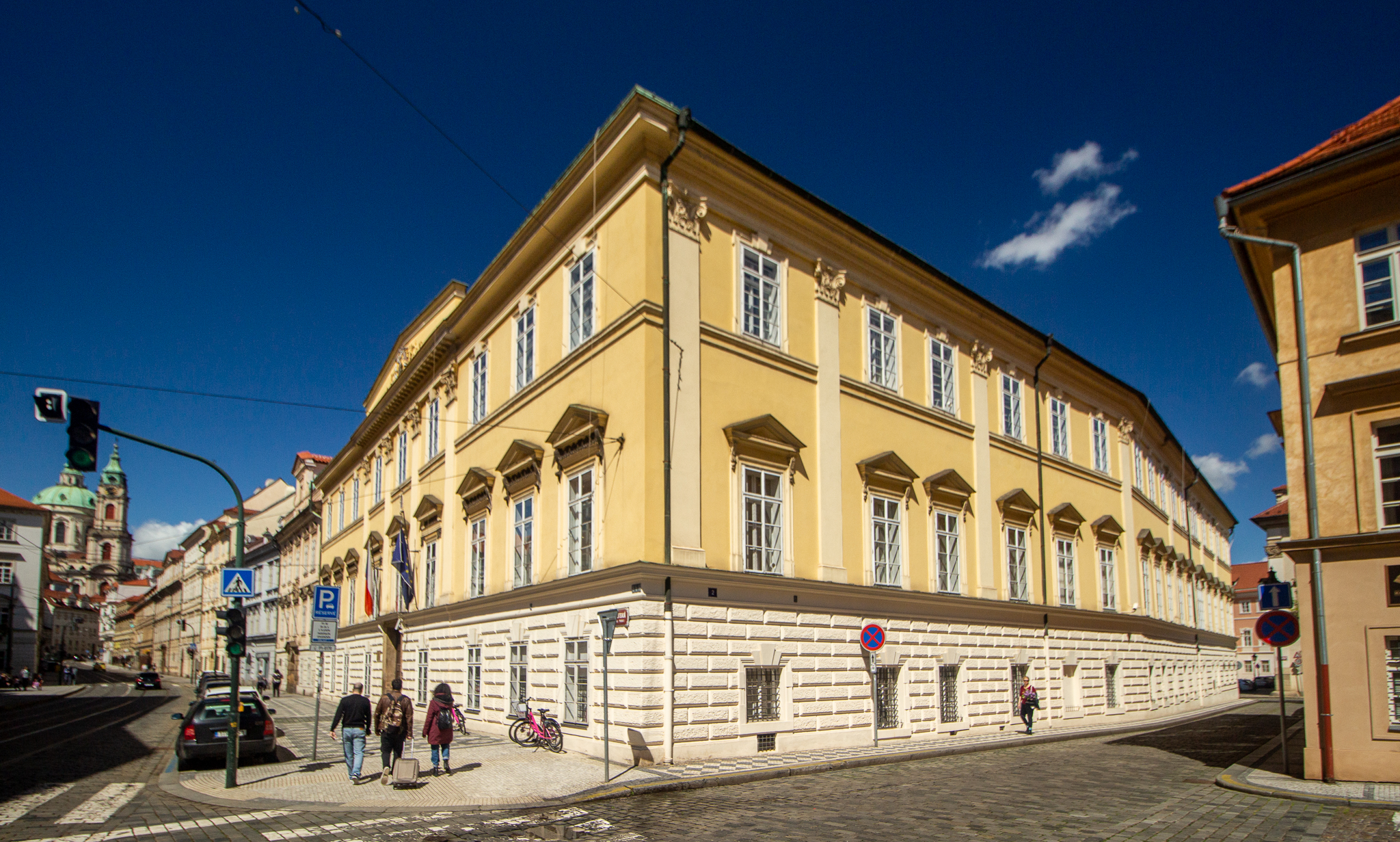
Rohanský palác s ulicemi Karmelitskou a Harantovou

Ulice vznikla ve středověku, klášter dominikánů byl založen na místě kostela svaté Máří Magdalény postaveného začátkem 14. století jako klášter magdalenitek, který byl roku 1420 zničen husity. Ulice dlouho neměla název, od roku 1870 se používá název "Harantova" podle českého barokního spisovatele, hudebníka a diplomata Kryštofa Haranta z Polžic a Bezdružic. 
Na čísle 1 se nachází budova bývalého dominikánského kláštera založeného v roce 1604. Objekt klášter byl v letech 2004–2006 přestavěn na luxusní hotel Mandarin Oriental Prague a přilehlý klášterní kostel sv. Máří Magdalény byl zrekonstruován pro potřeby Českého muzea hudby.
Severní část ulice tvoří Rohanský palác, který kolem roku 1571 sjednocením tří domů postavil dvorní architekt Bonifác Wolmut. V roce 1816 palác získal vévoda Karel Alan Rohan z Bouillonu a jeho bratr Ludvík Viktor nechal palác přestavět v pozdně klasicistním stylu dle projektu Vincence Kulhánka. V paláci dnes sídlí Ministerstvo školství, mládeže a tělovýchovy.

## Budovy, firmy a instituce
- Dominikánský klášter – Harantova 1[3]
- Rohanský palác – Harantova 2[4]
- Nostický palác – ústí Harantovy ulice do Maltézského náměstí
- České muzeum hudby, dříve kostel sv. Máří Magdalény